# Centromera

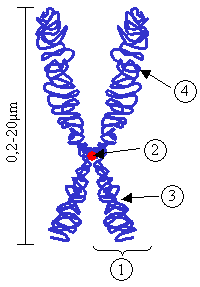
Chromozom. (2) Centromera

Centromera (centroméra) je oblast na chromozomu, kde se dotýkají obě chromatidy (tzv. primární konstrikce, tj. zaškrcení). Je tvořena unikátním typem chromatinu bohatým na typické tandemové repetitivní sekvence – satelitní DNA (u člověka α-satelitní DNA). Oblast centromery není transkripčně aktivní. Má velký význam v buněčném dělení a expresi genů. Připojuje se na ní dělicí vřeténko při mitóze. Opticky se jeví jako zúženina chromozomu.
Kromě mnoha specifických proteinů vážících se na oblast centromery je v centromerickém chromatinu přítomen protein CENP-A. CENP-A nahrazuje ve struktuře nukleozomů histon H3 a to pouze v chromatinu aktivních centromer. Na oblasti chromatinu bohaté na CENP-A se formuje kinetochor.
Ke kinetochoru se v mitóze a meióze vážou mikrotubuly dělicího vřeténka. Rozchod chromatid resp. chromozomů je zajištěn bipolární vazbou mikrotubulů ke kinetochorům sesterských chomatid. U monocentrických chromozomů (na rozdíl od holocentrických) je pro správný rozchod chromozomů důležitá přítomnost pouze jednoho vazebného místa pro kinetochor. Přítomnost více centromer na jednom chromozomu (např. dicentrický chromozom) vede ke vzniku zlomů v anafázi. Poruchy funkce centromery a vazby kinetochoru mají za následek aneuploidie a chromozomové přestavby.
Centromera je na obou koncích ohraničena pricentrickým heterochromatinem, na kterém jsou epigenetické markery (metylace histonu H3K9 a heterochromatinový protein 1 – HP1). Na pericentrický heterochromatin se váže proteinový komplex cohesin. Cohesin zprostředkovává v průběhu mitózy soudržnost sesterských chromatid v oblasti centromery.
Na chromozomech člověka se vzácně objevuje neocentromera – funkční centromera nově vytvořená v oblasti necentromerické DNA. Může vzniknout při chromozomových přestavbách, kdy je výsledkem acentrický fragment. Často bývá spojena s parciální trizomií, tetrazomií nebo ring chromozomem. Funkční neocentromera nemusí obsahovat α-satelitní DNA, nelze ji tedy prokázat metodou FISH s využitím centromerické sondy. V několika případech byly neocentromery nalezeny i na chromozomech nesoucích původní centomerickou DNA, která ale nebyla aktivní.

## Metody detekce centromer
- C-barvení
- FISH centromerické sondy, sondy specifické pro centromery jednotlivých chromozomů
- Imunofluorescence s využitím protilátek proti centromerickým proteinům (např. CENP-C)